# Lotta greco-romana ai Giochi della XIV Olimpiade - Pesi mosca
La competizione della categoria pesi mosca (fino a 52 kg) di lotta greco-romana dei Giochi della XIV Olimpiade si è svolta dal 3 al 6 agosto al Earls Court Exhibition Centre a Londra.

## Formato
Ad ogni incontro venivano assegnate le seguenti penalità:
- 0 = Al vincitore per schienata
- 1 = Al vincitore per decisione
- 2 = Allo sconfitto per decisione (1 giudici contro 2)
- 3 = Allo sconfitto per decisione (0 giudici contro 3)
- 3 = Allo sconfitto per schienata

Con cinque penalità o più il lottatore veniva eliminato.

## Risultati
| Legenda                                  | Legenda |
| ---------------------------------------- | ------- |
| Lottatore con 5 penalità o più Eliminato |         |

### 1º Turno
Si è disputato il 3 agosto.
| Vincitore        | Pen. | Risultato | Sconfitto          | Pen. |
| ---------------- | ---- | --------- | ------------------ | ---- |
| Malte Möller     | 0    | Schienata | Adolphe Lamot      | 3    |
| Edmond Faure     | 1    | 2:1       | Abdallah Sidani    | 2    |
| Gyula Szilágyi   | 0    | Schienata | Manuel Varela      | 3    |
| Mohamed Abdel-El | 0    | Schienata | Walter McGuffie    | 3    |
| Kenan Olcay      | 1    | 3:0       | Frithjof Clausen   | 3    |
| Pietro Lombardi  | 1    | 3:0       | Svend Aage Thomsen | 3    |
| Reino Kangasmäki | 0    |           | Esentato           |      |

### 2º Turno
Si è disputato il 4 agosto.
| Vincitore        | Pen. | Risultato | Sconfitto          | Pen. |
| ---------------- | ---- | --------- | ------------------ | ---- |
| Reino Kangasmäki | 1    | 2:1       | Malte Möller       | 2    |
| Gyula Szilágyi   | 1    | 3:0       | Edmond Faure       | 4    |
| Manuel Varela    | 3    | Schienata | Abdallah Sidani    | 5    |
| Frithjof Clausen | 3    | Schienata | Walter McGuffie    | 6    |
| Pietro Lombardi  | 1    | Schienata | Mohamed Abdel-El   | 3    |
| Kenan Olcay      | 2    | 3:0       | Svend Aage Thomsen | 6    |
| Adolphe Lamot    |      | Ritirato  |                    |      |

### 3º Turno
Si è disputato il 5 agosto.
| Vincitore        | Pen. | Risultato | Sconfitto        | Pen. |
| ---------------- | ---- | --------- | ---------------- | ---- |
| Reino Kangasmäki | 1    | Schienata | Edmond Faure     | 7    |
| Malte Möller     | 3    | 2:1       | Gyula Szilágyi   | 3    |
| Frithjof Clausen | 4    | 3:0       | Manuel Varela    | 5    |
| Kenan Olcay      | 2    | Schienata | Mohamed Abdel-El | 6    |
| Pietro Lombardi  | 1    |           | Esentato         |      |

### 4º Turno
Si è disputato il 5 agosto.
| Vincitore       | Pen. | Risultato | Sconfitto        | Pen. |
| --------------- | ---- | --------- | ---------------- | ---- |
| Pietro Lombardi | 2    | 3-0       | Reino Kangasmäki | 4    |
| Malte Möller    | 3    | Schienata | Frithjof Clausen | 7    |
| Gyula Szilágyi  | 4    | 2-1       | Kenan Olcay      | 4    |

### 5º Turno
Si è disputato il 6 agosto.
| Vincitore       | Pen. | Risultato | Sconfitto        | Pen. |
| --------------- | ---- | --------- | ---------------- | ---- |
| Pietro Lombardi | 3    | 3:0       | Malte Möller     | 6    |
| Gyula Szilágyi  | 5    | 2-1       | Reino Kangasmäki | 6    |
| Kenan Olcay     | 4    |           | Esentato         |      |

### 6º Turno
Si è disputato il 6 agosto.
| Vincitore       | Pen. | Risultato | Sconfitto   | Pen. |
| --------------- | ---- | --------- | ----------- | ---- |
| Pietro Lombardi | 4    | 2:1       | Kenan Olcay | 7    |

## Classifica finale
| Pos.    | Atleta             | Nazione       |
| ------- | ------------------ | ------------- |
| Oro     | Pietro Lombardi    | Italia        |
| Argento | Kenan Olcay        | Turchia       |
| Bronzo  | Reino Kangasmäki   | Finlandia     |
| 4       | Malte Möller       | Svezia        |
| 5       | Gyula Szilágyi     | Ungheria      |
| 6       | Frithjof Clausen   | Norvegia      |
| 7       | Manuel Varela      | Argentina     |
| 7       | Mohamed Abdel-El   | Egitto        |
| 9       | Edmond Faure       | Francia       |
| 10      | Abdallah Sidani    | Libano        |
| 11      | Svend Aage Thomsen | Danimarca     |
| 11      | Walter McGuffie    | Gran Bretagna |
| 13      | Adolphe Lamot      | Belgio        |